# Reinhold Freudenstein
Reinhold Freudenstein (* 25. Januar 1931 in Bad Hersfeld; † 24. Oktober 2015) war ein deutscher Anglist, Fremdsprachendidaktiker und Hochschullehrer.

## Leben und Wirken
Nach seiner Reifeprüfung 1951 in Kassel studierte Reinhold Freudenstein von 1951 bis 1956 Anglistik und Germanistik und zwar von 1951 bis 1953 und von 1954 bis 1956 an der Universität Marburg/L., an der Universität Wien (1953) und der Universität Bonn (1953/54). Im Jahre 1956 promovierte er bei Horst Oppel an der Universität Marburg, ein Jahr später (1957) legte er das erste Staatsexamen für den höheren Schuldienst ab. Nach dem Referendariat im Schuldienst (1957 bis 1959) war er von 1959 bis 1961 Assistenzprofessor am Manchester College, North Manchester (Indiana/USA) tätig. Anschließend arbeitete Freudenstein bis 1967 als Gymnasiallehrer an der Melanchthon-Schule Steinatal. Bis 1971 war er dann Oberstudienrat im Hochschuldienst an der Universität Marburg. Ab 1972 lehrte er als Professor für Erziehungswissenschaft (Schwerpunkt: Fremdsprachendidaktik) an dieser Universität. Diese Professor hatte er bis zum Eintritt in den Ruhestand 1996 inne. Von 1969 bis 1996 war er außerdem Leiter des Informationszentrums für Fremdsprachenforschung der Marburger Universität.
Reinhold Freudenstein legte zahlreiche Veröffentlichung über das Erlernen von Fremdsprachen vor. Außerdem übersetzte er mehrere hiefür geeignete Schriften aus dem Englischen ins Deutsche. Außerdem wirkte er an der Erstellung von Unterrichtsmaterialien und Lehrbüchern mit.

## Veröffentlichungen (Auswahl)
- Der bestrafte Brudermord. Shakespeares 'Hamlet' auf der Wanderbühne des 17. Jh. (= Britannica et Americana, Bd. 3). Cram, de Gruyter, Hamburg 1958 (= Dissertation Universität Marburg/L.).
- (Übers. u. Bearb.): Edward M. Stack / Das Sprachlabor im Unterricht. Cornelsen, Berlin 1966 (2. Aufl. 1969).
- (Übers.): Robert Lado / Moderner Sprachunterricht. Eine Einführung auf wissenschaftlicher Grundlage. Hueber, München 1967 (5. Aufl. 1977, ISBN 3-19-006519-5).
- (Hrsg., mit Harald Gutschow): Fremdsprachen. Lehren und Lernen. Texte (= Erziehung in Wissenschaft und Praxis, Bd. 16). Piper, München 1972, ISBN 3-492-01952-8.
- (Bearb.): William G. Moulton / Wie lernt man fremde Sprachen? Ein linguistischer Ratgeber. Lensing, Dortmund 1972.
- (Hrsg.): Focus '80. Fremdsprachenunterricht in sen siebziger Jahren. Cornelsen, Berlin 1972, ISBN 3-464-06395-X.
- Unser Kind lernt fremde Sprachen. Ein Ratgeber für Eltern. Lensing, Dortmund 1974, ISBN 3-559-26625-4.
- Unterrichtsmittel Sprachlabor. Technik, Methodik, Didaktik. 4. Aufl. Kamp, Bochum 1975, ISBN 3-592-71420-1.
- (Übers.): Julian Dakin / Vom Drill zum freien Sprechen. Übungsformen für Sprachlabor und Klassenraum. Langenscheidt-Longman, München 1978, ISBN 3-526-50850-X.
- (Hrsg.): Language learning. Individual needs, interdisciplinary co-operation, bi- and multilingualism (= Collection d'études linguistiques, Bd. 26). AIMAV, Brussels 1978.
- (Hrsg.): Teaching the children of immigrants. A documentation (= Collection d'études linguistiques, Bd. 23). AIMAV, Bruxelles 1978.
- (Hrsg.): The role of women in foreign-language textbooks. A collection of essays (= Collection d'études linguistiques, Bd. 24). AIMAV, Bruxelles 1978.
- (Hrsg.): Fremdsprachenlernen im Kindesalter. Fremdsprachenunterricht im Vorschulalter und in den ersten Klassen der Grundschule. Lensing, Dortmund 1980, ISBN 3-559-26626-2.
- (Hrsg.): Language incorporated. Teaching foreign languages in industry. Pergamon Press, Oxford 1981, ISBN 0-08-024578-1.
- (Übers. u. Bearb.): Alan Maley/Alan Duff: Szenisches Spiel und freies Sprechen im Fremdsprachenunterricht. Grundlagen und Modelle für die Unterrichtspraxis. Hueber, München 1981, ISBN 3-19-002240-2.
- (Übers. u. Bearb.): Andrew H. Wright u. a. / Kommunikative Lernspiele für den Englischunterricht. Hueber, München 1982, ISBN 3-19-002284-4.
- (Übers.): Earl W. Stevick / Englisch unterrichten – aber wie? Anfangssituationen, Lehrerverhalten, Lerntechniken. Hueber, München 1984, ISBN 3-19-006948-4.
- (Hrsg.): Multilingual education though compact courses (= Tübinger Beiträge zur Linguistik, Bd. 328). Narr, Tübingen 1989, ISBN 3-8233-4188-X.
- (Hrsg.): History of the "Féderation internationale des professeurs des langues vivantes". Narr, Tübingen 2009, ISBN 978-3-8233-6486-3.

Festschrift
- Renate Grebing (Hrsg.): Grenzenloses Sprachenlernen. Festschrift für Reinhold Freudenstein. Cornelsen, Berlin 1991, ISBN 3-8109-0629-8 (Zur Person Reinhold Freudenstein u. Schriftenverzeichnis S. 287ff.).